# Harry Brown (film)
A Harry Brown (eredeti cím: Harry Brown) 2009-ben bemutatott brit bűnügyi akcióthriller, melyet Daniel Barber rendezett. A főbb szerepekben Michael Caine, Emily Mortimer, Jack O’Connell és Liam Cunningham látható.
Világpremierje a 2009-es Torontói Nemzetközi Filmfesztiválon volt. A brit mozikban 2009. november 11-én mutatták be, az amerikai bemutatója 2010. április 30-án volt. Összességében vegyes kritikákat kapott, melyek Caine alakítását dicsérték, de a film túlzott erőszakosságát bírálták.

## Cselekmény
Az idősödő Harry Brown háborús veteránként Londonban él. Amikor a környéken elharapódzik a fiatalkori bűnözés és egyik barátja is a bandák áldozatául esik, Harry saját kezébe veszi az igazságszolgáltatást.

## Szereplők
| Színész             | Szerep                                 | Magyar hang     |
| ------------------- | -------------------------------------- | --------------- |
| Michael Caine       | Harold "Harry" Brown                   | Fülöp Zsigmond  |
| Emily Mortimer      | Alice Frampton nyomozó                 | Détár Enikő     |
| Charlie Creed Miles | Terence "Terry" Hicock nyomozóőrmester | Láng Balázs     |
| David Bradley       | Leonard "Len" Attwell                  | Izsóf Vilmos    |
| Ben Drew            | Noel Winters                           | Hamvas Dániel   |
| Sean Harris         | Stretch                                | Szabó Máté      |
| Jack O’Connell      | Marky                                  | Molnár Levente  |
| Jamie Downey        | Carl                                   | Renácz Zoltán   |
| Lee Oakes           | Dean Saunders                          |                 |
| Joe Gilgun          | Kenneth "Kenny" Soames                 | Markovics Tamás |
| Liam Cunningham     | Sidney "Sid" Rourke                    | Törköly Levente |
| Iain Glen           | Childs főnyomozó                       | Kapácsy Miklós  |
| Klariza Clayton     | Sharon "Shaz" Thompson                 |                 |

## Fordítás
- Ez a szócikk részben vagy egészben  a   Harry Brown (film) című angol Wikipédia-szócikk fordításán alapul.  Az eredeti cikk szerkesztőit annak laptörténete sorolja fel. Ez a jelzés csupán a megfogalmazás eredetét és a szerzői jogokat jelzi, nem szolgál a cikkben szereplő információk forrásmegjelöléseként.